# Hello Kitty
|  | Per a altres significats, vegeu «Hello Kitty (cançó d'Avril Lavigne)». |

Hello Kitty (ハローキティ Harō Kiti) és un personatge de ficció amb forma de gat produït per la companyia japonesa Sanrio, famós per decorar diversos objectes encarats a ser regals per a nenes/nens Va ser dissenyada per Ikuko Shimizu basant-se en bobtail japonès i el primer producte, un moneder de vinil, es va llançar al Japó en 1974 i als Estats Units en 1976. Després del primer disseny realitzat per Shimizu, Yuko Yamaguchi va esdevenir la dissenyadora oficial de Hello Kitty i duu més de vint anys dissenyant tota mena de productes, accessoris i complements de Hello Kitty.
El personatge és una gata blanca amb forma antropomorfa i molt geomètrica, amb un distintiu llaç o altra decoració en la seva orella esquerra. En 1976 va obtenir drets d'autor i actualment és una marca coneguda globalment. La línia de Hello Kitty genera un 250 milions d'euros anuals per la venda de llicències. Existeix un parc temàtic oficial propietat de Sanrio, conegut com a Sanrio Puroland.